# Mus sorella
Mus sorella је врста глодара из породице мишева (лат. Muridae). 

## Распрострањење
Врста је присутна у ДР Конгу, Кенији, Танзанији и Уганди.

## Станиште
Врста Mus sorella има станиште на копну.
Врста је по висини распрострањена до 1.830 метара надморске висине. 

## Угроженост
Ова врста није угрожена, и наведена је као последња брига јер има широко распрострањење.

### Популациони тренд
Популација ове врсте је стабилна, судећи по доступним подацима.